# Tala till mig, o Herre
Tala till mig, o Herre är en sång med text av Leander Lycurgus Pickett och musik av okänt ursprung som bearbetats av Pickett.

## Publicerad i
- Frälsningsarméns sångbok 1929 som nr 213 under rubriken "Helgelse - Överlåtelse och invigning".
- Musik till Frälsningsarméns sångbok 1930 som nr 213.
- Kom 1930 som nr 8 under rubriken "Inledning och bön".
- Frälsningsarméns sångbok 1968 som nr 257 under rubriken "Andakt och bön".
- Frälsningsarméns sångbok 1990 som nr 473 under rubriken "Ordet och bönen".
- Sångboken 1998 som nr 126.